# Martim Tavares
Martim Miguel Carneiro Tavares (Porto, 10 novembre 2003) è un calciatore portoghese, attaccante del Marítimo.

## Carriera

### Club
Cresciuto nel settore giovanile del Boavista, esordisce in prima squadra il 14 agosto 2022, disputando l'incontro di Primeira Liga vinto per 2-1 contro il Santa Clara.

### Nazionale
Ha giocato nella nazionale portoghese Under-20.

## Statistiche

### Presenze e reti nei club
Statistiche aggiornate all'11 settembre 2022.
| Stagione        | Squadra         | Campionato      | Campionato | Campionato | Coppe nazionali | Coppe nazionali | Coppe nazionali | Coppe continentali | Coppe continentali | Coppe continentali | Altre coppe | Altre coppe | Altre coppe | Totale | Totale |
| Stagione        | Squadra         | Comp            | Pres       | Reti       | Comp            | Pres            | Reti            | Comp               | Pres               | Reti               | Comp        | Pres        | Reti        | Pres   | Reti   |
| --------------- | --------------- | --------------- | ---------- | ---------- | --------------- | --------------- | --------------- | ------------------ | ------------------ | ------------------ | ----------- | ----------- | ----------- | ------ | ------ |
| 2022-2023       | Boavista        | PL              | 5          | 0          | CP+CdL          | 0               | 0               |                    | -                  | -                  |             | -           | -           | 5      | 0      |
| Totale carriera | Totale carriera | Totale carriera | 5          | 0          |                 | 0               | 0               |                    | -                  | -                  |             | -           | -           | 5      | 0      |